# Методика дослідження горючих властивостей паливних зерен

Рис. 1. Експериментальна лабораторна установка спалювання палива: А: 1 — досліджуване зерно; 2 — кінокамера; 3 — іскровий відмітчик; 4 — тепловий екран; 5 — термопара; 6 — електропіч; 7 — вторинний прилад; 8 — зонди; 9 — блок керування; 10 — фотокамера; 11 — блок живлення; В: 1 — зонд; 2 — каолін; 3 — списоподібні слюдяні тримачі; 4 — досліджувана паливна частинка.

Рис. 2. Кінограми вигорання вуглемазутних гранул та зерен вугілля при 810°C

Рис. 3. Експериментальні криві вигорання τ(d), побудовані по кінограмам.

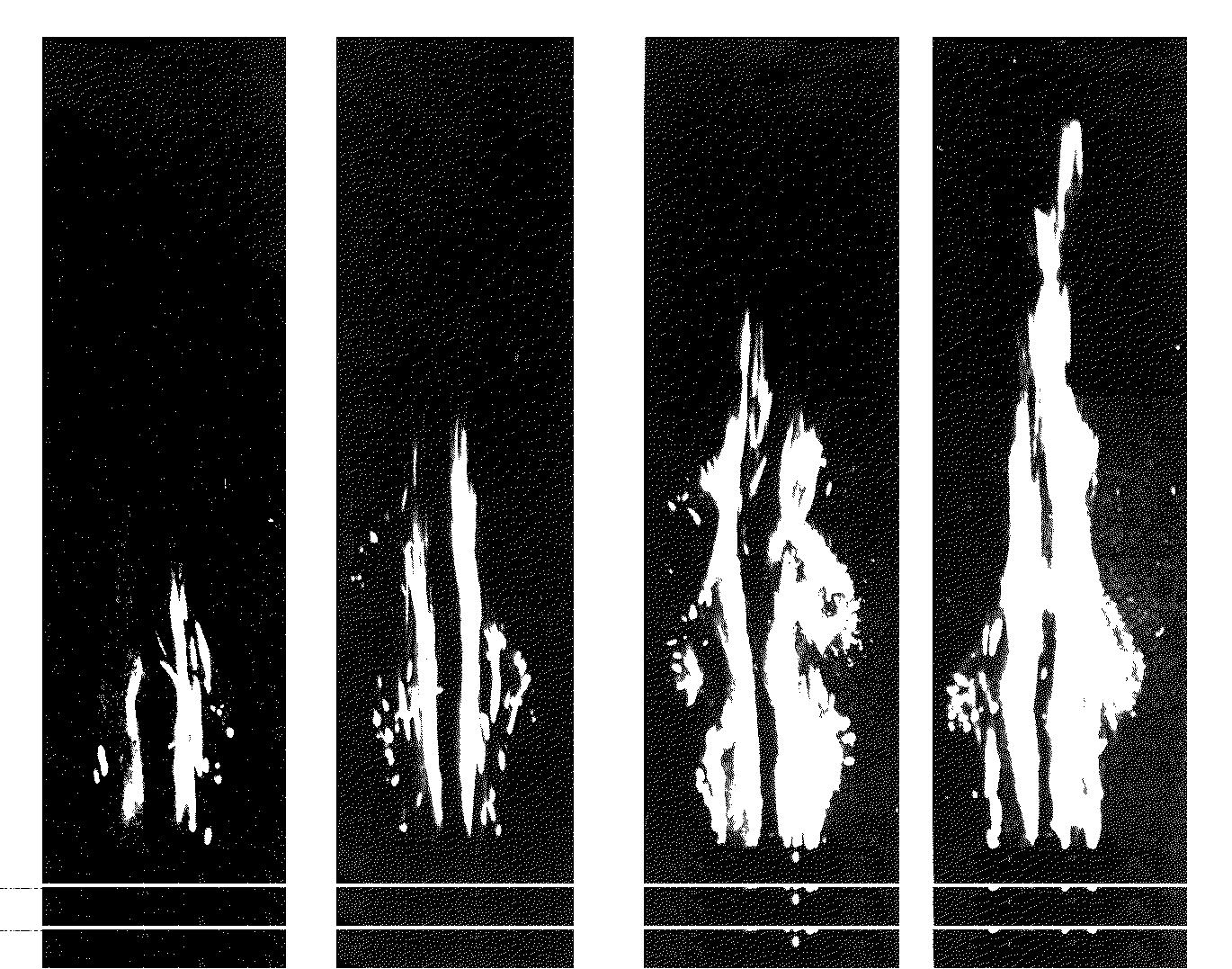
Рис. 4. Стендові випробовування горіння вуглемасляного агломерату: а — вугілля 0,1-0 мм, б — вугільно-мазутний гранулят II типу з вугілля 0,1-0 мм, в — гранулят II типу з вугілля 1,0-0 мм, г — гранулят І типу з вугілля 1,0-0 мм

## Опис методики
Для забезпечення необхідного температурного режиму може бути використана будь-яка піч, обладнана тепловими екранами, системою регулювання температури, пристроєм для вводу досліджуваної частинки в робочу зону печі з ламповим відмітчиком моменту вводу. Пропонується, зокрема, експериментальна установка зібрана на основі електропечі СУСЛ-0,25-1/12-М1 (рис. 1). Кіно- та фотоапарати як правило обладнуються оптичними приставками й кільцами для збільшення зображення частинок в полі кадру в 3-10 разів. Зонд 8 обладнується пластинчатим списоподібним тримачем зі слюди, товщиною 0,05 — 0,15 мм, довжиною 40 мм. Досліджувана частинка закріпляється на кінці тримача тонкою плівкою каоліну в слабкому водному розчині рідкого скла. Потім каоліновий клей висушується при кімнатній температурі. Введення зонду з частинкою палива в камеру здійснюється з допомогою пневмоподачі або вручну.
Частинка, введена в камеру згорання, розташовується у фокальній полщині кінокамери. Остання включається безпосередньо перед вводом частинки. Момент вводу фіксується на плівці іскровим відмітчиком. Після спалаху іскрового відмітчика відкривається затвор фотоапарата, вставлений на витримку «В». Якщо мав місце вибухоподібний розрив вугільного агрегату і вихід (виліт) його із зони контрольованої кінокамерою, то кінозйомка припиняється. Затвор фотоапарата закривається після «вибуху» паливного зерна. Характер протікаючих процесів оцінюється по кіно- та фотоматеріалам. Якщо «вибуху» паливного зерна не відбулося, то оцінка процесу його вигорання виконується по кіноплівці.
Продукти згорання видаляються з камери продувкою повітрям. Середній еквівалентний діаметр досліджуваних зерен визначається з допомогою мікроскопа.
Кінозйомка здійснюється на спеціальну контрастну плівку типу «А» світлочутливістю 250 од. Світлочутливість фотоплівки 250 од. і більше. Відсутність теплового зображення тримача на плівках свідчить про його незначний вплив на характер займання і вигорання досліджуваних частинок палива. Такий результат досягнуто за рахунок співвідношення розмірів «тримач: частинка» = 1 : 100, що за даними забезпечує теплові втрати через тримач на рівні 1,5 %.
Плівки кінозйомки обробляються і за ними створюються кінограми (рис. 2), за якими будуються криві вигоряння паливних зерен (рис. 3).
Стендове випробовування горіння вуглемасляного агломерату (грануляту) у факелі показано на рис. 4.